# Rewaconodon
Rewaconodon — вимерлий рід дроматерієвих цинодонтів, який існував в Індії у верхньому тріасовому періоді. Відомий з двох видів: R. tikiensis і R. indicus, обидва з яких були знайдені в формації Тікі. Інші, неописані види могли мешкати в Північній Америці.